# Sata salamaa
Chansons représentant la Finlande au Concours Eurovision de la chanson
Never The End
(1986) Nauravat silmät muistetaan
(1988)
Sata salamaa (en français Une centaine d'éclairs) est la chanson représentant la Finlande au Concours Eurovision de la chanson 1987 à Bruxelles, en Belgique. Elle est interprétée par la chanteuse Vicky Rosti (fi) et le groupe Boulevard.

## Sélection
Lors de la présélection sur invitation, dix compositeurs finlandais sont invités à composer une chanson pour les qualifications.
Vicky Rosti est d'abord réticente à participer au concours de chanson, mais le compositeur de la chanson, Petri Laaksonen (fi), promet que la chanson ne sera pas admissible.
La chanson est chantée du point de vue d'une femme qui raconte à son amour que, malgré les adversités (les cent éclairs du titre) auxquelles ils sont confrontés, il existe autant de mondes en dehors de celui-ci et que l'un d'eux est pour eux.
La finale nationale finlandaise a lieu le 21 février 1987 dans les studios de Yleisradio. Pour la première fois depuis trois ans, un vote national par carte postale détermine le vainqueur. 63 836 votes sont reçus. Le résultat du vote est annoncé vendredi 13 mars à 21 h 30 : avec une courte majorité des votes du public, Sata salamaa l'emporte devant Kesätuulen de Johnny Lee Michaels (fi).
Le single est traduit en anglais et réédité sous le nom de Firenight, comme face B du même single.

## Eurovision
La chanson est la dix-huitième de la soirée, suivant Áspro-mavro interprétée par Aléxia pour Chypre et précédant En lille melodi interprétée par Anne-Cathrine Herdorf et Bandjo pour le Norvège.
La chanson obtient 32 points et se classe 15e des vingt-deux participants.

### Points attribués à la Finlande
| 12 points | 10 points  | 8 points   | 7 points               | 6 points                          |
| --------- | ---------- | ---------- | ---------------------- | --------------------------------- |
|           | - Norvège  | - Pays-Bas |                        |                                   |
| 5 points  | 4 points   | 3 points   | 2 points               | 1 point                           |
|           | - Portugal | - Suède    | - Espagne - Luxembourg | - Allemagne - Grèce - Yougoslavie |

## Postérité
À l'occasion du 50e anniversaire du Concours Eurovision de la chanson, Ilta-Sanomat organise un vote des lecteurs pour la meilleure chanson représentative finlandaise. Le vote est remporté par Sata salamaa.
Antti Tuisku interprète une version de la chanson dans l'épisode d'ouverture de la quatrième saison du télécrochet Vain lääää le 18 septembre 2015, faisant la chanson immédiatement numéro un du classement officiel finlandais.